# Artur Woźniak
Artur Jan Woźniak (* 10. November 1913 in Krakau, Österreich-Ungarn; † 31. Mai 1991 ebenda) war ein polnischer Fußballspieler.

## Spielerkarriere

### Vereine
Aus der Jugendmannschaft von Wisła Krakau hervorgegangen, rückte Woźniak im Alter von 17 Jahren in die Erste Mannschaft auf, für die er als Stürmer vor dem Zweiten Weltkrieg ausschließlich spielte. Von 1931 bis 1939 kam er in Meisterschaftsspielen der 1. Liga zum Einsatz. Während seiner Vereinszugehörigkeit (bis 1947) waren zwei zweite (1931 und 1936) und drei dritte Plätze (1933, 1934 und 1938) in einem Teilnehmerfeld von sechs, zehn und zwölf Mannschaften, die besten Platzierungen. Die Spielzeit 1939 endete für ihn und seine Mannschaft nach zwölf Spieltagen aufgrund des Einmarschs der Wehrmacht am 1. September 1939. Nach dem Ende des Zweiten Weltkriegs wurde die Meisterschaft 1945/46 und 1946/47 in einem Turniermodus ausgetragen, bevor sie mit der Spielzeit 1948 im Ligabetrieb fortgesetzt wurde. Sein letzter Verein, für den er von 1948 bis 1950 spielte, war der in Ząbkowice ansässige Orzeł Ząbkowice Śląskie.

### Nationalmannschaft
Woźniak bestritt in einem Zeitraum von sechs Jahren fünf Länderspiele für die Nationalmannschaft Polens. Er debütierte als Nationalspieler am 10. September 1933 in Warschau beim 4:3-Sieg im Freundschaftsspiel gegen die Nationalmannschaft Jugoslawiens. Im Jahr 1935 bestritt er zwei Länderspiele, eins davon gegen die Nationalmannschaft Deutschlands, gegen die er mit seiner Mannschaft am 15. September auf der Schlesierkampfbahn in Breslau mit 0:1 (Torschütze: Edmund Conen) verlor. Seinen letzten Einsatz hatte er am 25. September 1938 in Riga bei der 1:2-Niederlage gegen die Nationalmannschaft Lettlands.

### Erfolge
- Torschützenkönig der Liga: 1933, 1937

## Trainerkarriere
Woźniak übte von 1951 bis 1972 (mit Unterbrechungen) die Trainertätigkeit bei acht polnischen Vereinen aus, darunter auch Wisła Kraków; zuletzt beim Drittligisten KS Cracovia. 